# 17. Flak-Division
La 17. Flak-Division (17e division de Flak) est une division de lutte antiaérienne de la Luftwaffe allemande au sein de la Wehrmacht durant la Seconde Guerre mondiale.

## Historique
La 17. Flak-Division est mise sur pied le 1er avril 1942 à Leipzig, et fait mouvement sur Stalino où elle arrive en mai 1942 . Elle est initialement affectée en soutien à la 1. Panzer-Armee, et plus tard à la 17. Armee.

En 1943 et 1944, elle est encore en soutien à la 1. Panzer-Armee. Elle subit de grosses pertes dans la poche de Kamianets-Podilskyï contre les russes.
Le Stab/Flak-Regiment 104 (mot.) quitte la division en décembre 1943 et est remplacé par le Stab/Flak-Regiment 48 (mot.) qui, lui aussi, la quitte en mars 1944 pour rejoindre la 10. Flak-Division, et y retourne sous le commandement de la division en avril 1944.
La 17. Flak-Division subit une réorganisation en avril 1944.
Le Stab/Flak-Regiment 7 (mot.) quitte la division en juin 1944.
En août 1944, la division subit sa deuxième réorganisation.
Le Stab/Flak-Regiment 99 (mot.) et le Stab/Flak-Regiment 133 (mot.) quittent la division en septembre 1944, et sont remplacés par le Stab/Flak-Regiment 17 (mot.); en novembre 1944, le Stab/Flak-Regiment 99 (mot.) retourne à la division.
La division combat de 1944 à 1945 à Lublin, Cracovie et Breslau, en février 1945 à Leitersdorf et en mars 1945 à Großpostwitz sous le commandement du I. Flakkorps (de) et en avril 1945 à Görlitz, rattaché au 4. Panzer-Armee où elle finit la guerre.

## Commandement
| Début          | Fin           | Grade           | Nom             |
| -------------- | ------------- | --------------- | --------------- |
| 1er avril 1942 | 14 mars 1944  | Generalleutnant | Karl Veith (de) |
| 15 mars 1944   | 14 avril 1944 | Oberst          | Hans Simon      |
| 15 avril 1944  | 20 mai 1944   | Generalmajor    | Karl Veith      |
| 7 juin 1944    | 8 mai 1945    | Generalmajor    | Wilhelm Köppen  |

### Chef d'état-major (Ia)
| Début           | Fin      | Grade | Nom                |
| --------------- | -------- | ----- | ------------------ |
| ? 1942          | ? 1945   | Major | Ernst Bodensteiner |
| 12 janvier 1945 | Mai 1945 | Major | Herbert Hammelrath |

## Organisation

### Rattachement
| Début          | Fin      | Commandement      |
| -------------- | -------- | ----------------- |
| 1er avril 1942 | Mai 1945 | I. Flakkorps (de) |

### Unités subordonnées
Formation le 1er avril 1942 :
Organisation en mai 1942 :
- Stab/Flak-Regiment 4
- Stab/Flak-Regiment 12
- Stab/Flak-Regiment 42
- Luftnachrichten-Abteilung 137

Organisation au 1er novembre 1943 :
- Stab/Flak-Regiment 12 (mot.)
- Stab/Flak-Regiment 17 (mot.)
- Stab/Flak-Regiment 104 (mot.)
- Luftnachrichten-Betriebs-Kompanie 137

Organisation au 1er mars 1944 :
- Stab/Flak-Regiment 12 (mot.)
- Stab/Flak-Regiment 17 (mot.)
- Stab/Flak-Regiment 48 (mot.)
- Luftnachrichten-Betriebs-Kompanie 137

Réorganisation en avril 1944
Organisation au 1er avril 1944 :
- Stab/Flak-Regiment 7 (mot.)
- Stab/Flak-Regiment 17 (mot.)
- Stab/Flak-Regiment 48 (mot.)
- Stab/Flak-Regiment 133 (mot.)
- Stab/Flak-Regiment 153 (mot.)
- Luftnachrichten-Betriebs-Kompanie 137

Réorganisation en août 1944
Organisation au 1er septembre 1944 :
- Stab/Flak-Regiment 35 (mot.)
- Stab/Flak-Regiment 99 (mot.)
- Stab/Flak-Regiment 133 (mot.)
- Stab/Flak-Regiment 134 (mot.)
- Stab/Heimat-Flak-Abteilung 59./VIII
- Luftnachrichten-Betriebs-Kompanie 137

### Livres
- Georges Bernage et François de Lannoy, Dictionnaire historique : la Luftwaffe, la Waffen-SS, 1939-1945, Bayeux, Éditions Heimdal, 1998, 480 p. (ISBN 978-2-84048-119-5, OCLC 42934551)
- (de) Karl-Heinz Hummel:Die deutsche Flakartillerie 1935 - 1945 - Ihre Großverbände und Regimenter, VDM Heinz Nickel, 2010